# Ергард Мільх
Ергард Мільх (нім. Erhard Milch; 30 березня 1892, Вільгельмсгафен — 25 січня 1972, Вупперталь) — німецький воєначальник часів Третього Рейху, генерал-фельдмаршал Люфтваффе (1940). Кавалер Лицарського хреста Залізного хреста (1940).

## Біографія
Ергард Мільх народився 30 березня 1892 року в сім'ї фармацевта Кайзерліхмарине Антона та Клари Мільх. У 1910 році йому було відмовлено у зарахуванні до Імператорського військово-морського флоту у зв'язку з тим, що його батько був євреєм.
Після невдалої спроби поступити на військово-морську службу був прийнятий у військове училище, яке закінчив в 1911 році. Після випуску отримав офіцерське звання лейтенанта й призначення до 1-го Кенігсберзького артилерійського полку, але незабаром перейшов в авіацію.

### Перша світова війна та повоєнний час
Учасник Першої світової війни на Східному та Західному фронтах. Війну розпочав повітряним спостерігачем-коректувальником. Потім служив батальйонним ад'ютантом (на початку Першої світової війни в німецькій авіації були авіаційні батальйони), командиром ланки і загону розвідувальної авіації. Наприкінці війни призначений командиром 6-ї винищувальної авіагрупи (36 літаків), але не будучи льотчиком-винищувачем, на бойові завдання не вилітав.
За бойові заслуги в роки Першої світової війни удостоєний декількох нагород, в тому числі нагороджений Залізним хрестом 2-го і 1-го ступеня. Війну закінчив у чині гауптмана. У зв'язку з демобілізацією кайзерівської армії і ліквідацією німецької військової авіації (відповідно до умов Версальського миру 1919 року) в 1920 році звільнений в запас.
Військова кар'єра
- 18 жовтня 1910 — фенріх
- 18 серпня 1911 — лейтенант
- 18 серпня 1915 — оберлейтенант
- 18 серпня 1918 — гауптман

- 28 жовтня 1933 — оберст (минаючи попередні звання)
- 24 березня 1934 — генерал-майор
- 28 березня 1935 — генерал-лейтенант
- 20 квітня 1936 — генерал авіації
- 1 листопада 1938 — генерал-полковник
- 19 липня 1940 — генерал-фельдмаршал

Перший час після звільнення з армії працював пілотом цивільної авіації. У 1923 році влаштувався чиновником в приватну авіакомпанію «Юнкерс», а через рік вже керував її авіаційними підприємствами в Бразилії, Аргентині та США. У 1925 році став головним керівничим авіакомпанії «Юнкерс Люфтверк АГ». У 1926—1933 роках головний виконавчий директор «Люфтганзи».

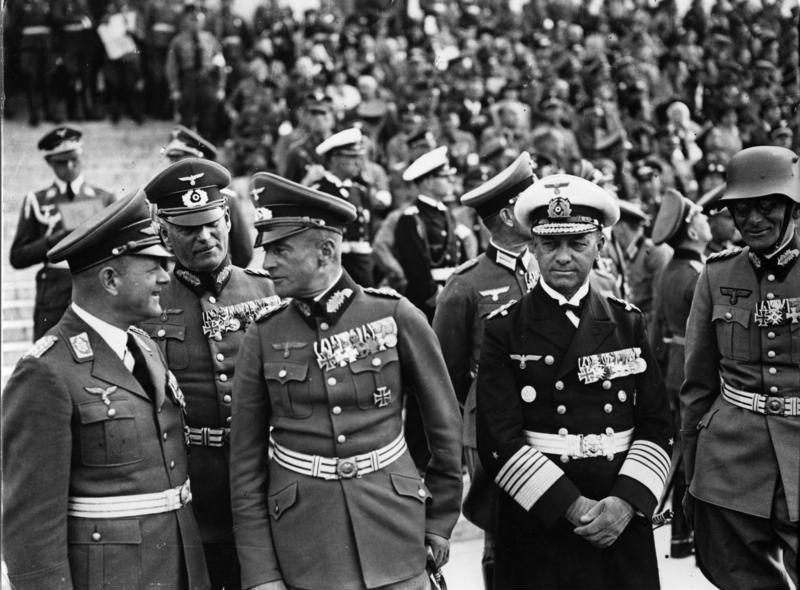
Генерал авіації Ергард Мільх, начальник штабу Верховного головнокомандування збройними силами Німеччини генерал артилерії В. Кейтель, головнокомандувач Сухопутними військами генерал-полковник В.фон Браухіч, головнокомандувач Кригсмарине генерал-адмірал Е. Редер та командир 13-го армійського корпусу генерал кавалерії М. фон Вейхс на військовому параді в Нюрнберзі. 12 вересня 1938

На початку 1930-х років зблизився з керівниками нацистського руху, став надавати їм фінансову підтримку, а лідеру цього руху А. Гітлеру навіть надавав в особисте користування літаки авіакомпанії. Особливо тісні відносини у Мільха встановилися з колишнім льотчиком кайзерівської армії і заступником Гітлера Г. Ґерінґом.
У січні 1933 року з приходом до влади в Німеччині нацистів кар'єра Мільха стрімко пішла вгору. У квітні 1933 року було створено Імперське міністерство авіації, яке очолив Г. Ґерінґ. Статс-секретарем нового міністерства (за рангом друга посадова особа в міністерстві) він призначив Мільха, якого добре знав і високо цінував за організаторські здібності. Одночасно Мільх був відразу ж підвищений з капітанів запасу в генерали.
Разом з Ґерінґом Мільх очолив керівництво створенням «секретних» німецьких ВПС (Люфтваффе). Оскільки Версальський мирний договір 1919 року забороняв Німеччині мати ВПС, то всі роботи з їх створення проводилися таємно. У лютому 1935 року Гітлер денонсував статті Версальського договору, що стосувалися військової авіації, і офіційно оголосив про створення Люфтваффе. Мільх отримав чин генерал-лейтенанта (1935), через рік — генерала авіації, а в 1938 році — генерал-полковника. 1 лютого 1939 на додаток до своєї основної посади статс-секретаря міністерства він призначається генерал-інспектором ВПС.

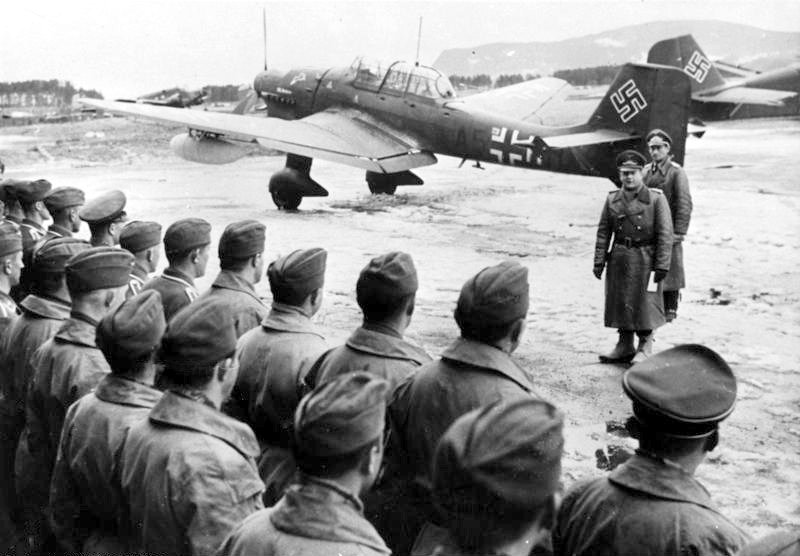
Е.Мільх перед строєм військових льотчиків 5-го повітряного флоту. Операція «Везерюбунг». 23 квітня 1940

Однак у середині 1930-х років кар'єра Мільха опинилася під загрозою краху. Нацистські ідеологи підняли питання про його «неарійське» походження. Почалося доскональне розслідування цієї справи. В результаті було встановлено, що статс-секретар імперського міністерства авіації та генерал німецьких Люфтваффе є сином єврея. Створилася комічна ситуація для пропаганди: вища посадова особа при нацистському режимі мала неарійське походження. У справу втрутився особисто «наці № 2» Ґерінґ, який заявив, що «йому краще знати, хто в його міністерстві єврей, а хто — ні». У дійсності, яка суттєво відрізнялася від повоєнної пропаганди, при укомплектуванні своїх Люфтваффе німці спиралися, насамперед, на професіоналізм кадрів (на відміну від, скажімо, радянської «класової» системи) — завдяки чому досягали видатних результатів у цивільному і військовому адмініструванні. Тому як у німецьких ВПС, так і у Ваффен-СС осіб «неарійського» походження було значно більше, ніж в армії і на флоті.

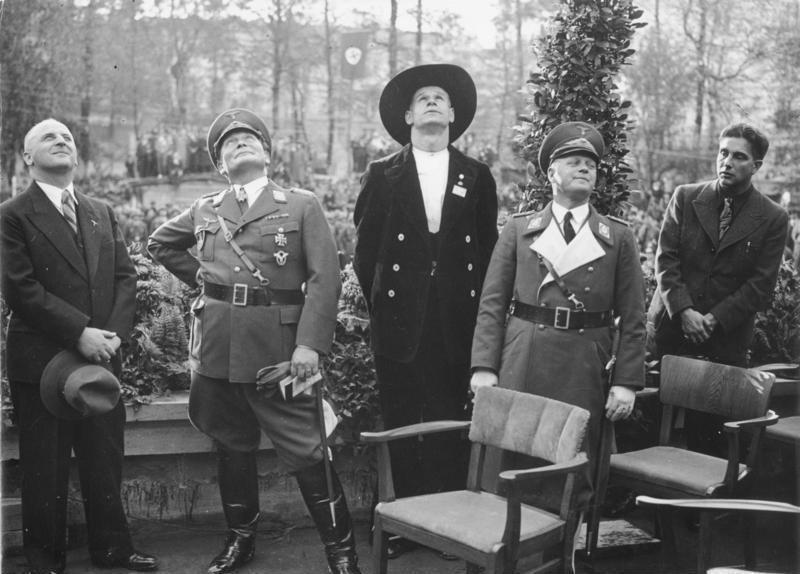
Г. Ґерінґ з Е.Мільхом та Е.Загебіль

Ґерінґ вирішив проблему кадрового «порятунку» Мільха досить оригінальним чином: він отримав власноручно підписаний матір'ю Мільха документ, в якому вона під присягою заявила, що її син Ергард Мільх є плодом її позашлюбного зв'язку з бароном Г. фон Біром. Цим папером Ґерінґ змусив комісію охоронців «чистоти арійської крові»  повністю реабілітувати свого заступника, вибачитися перед ним за завдану «моральну шкоду».

### Друга світова війна
На початку 1940 року Мільх був призначений командувачем 5-м повітряним флотом, створеним для проведення Північної кампанії 1940 року (операція по захопленню Данії і Норвегії). Успішна участь у цій кампанії принесла Мільху Лицарський хрест. Згодом Мільх брав участь у Французькій кампанії 1940 року. 19 липня 1940 року за заслуги у розгромі Франції він в числі трьох вищих воєначальників Люфтваффе (крім нього до цієї трійки увійшли Кессельрінг і Шперрле) був підвищений в генерал-фельдмаршали.
Характерною рисою діяльності Мільха в міністерстві авіації було його постійне прагнення отримати повний контроль над Люфтваффе і авіаційною промисловістю, зосередити в своїх руках всі важелі управління ними. Коли до початку 1940-х років ряд проектів генерала Е. Удета (один з керівників міністерства авіації) закінчилися провалом, Мільх скористався цим, щоб розширити коло своїх повноважень. Так, добившись шляхом інтриг відсторонення свого конкурента, він отримав право відкривати і закривати авіаційні підприємства, переміщати на свій розсуд матеріальні та людські ресурси. Поступово Мільх розставив своїх людей на всі керівні посади в технічних службах Люфтваффе і справив реорганізацію очолюваного до цього Удетом Технічного управління міністерства авіації. Після смерті Удета (листопад 1941 року) Мільх зосередив у своїх руках керівництво всією технічною частиною Люфтваффе, став начальником озброєнь ВПС, отримав право на розміщення замовлень Люфтваффе в промисловості. Однак, незважаючи на величезні повноваження і всі вжиті заходи, Мільху так і не вдалося домогтися запланованого зростання авіаційної техніки. Його спроба розгорнути широке виробництво літаків-снарядів «Фау-1» особливих результатів не дала, але привела до великої витрати кольорових металів, запаси яких у Німеччині були обмежені.
Часті провали в роботі міністерства авіації призвели до загострення відносин між Мільхом і Ґерінґом. Відчуваючи, що хмари над його головою невблаганно згущаються, Мільх вирішив завдати упереджувальний удар, пустивши в хід свою улюблену зброю — інтриги. Він поставив перед собою мету дискредитувати свого начальника Ґерінґа в очах Гітлера, домогтися його усунення з поста міністра і самому зайняти це місце. Дізнавшись про це, Ґерінґ різко змінив ставлення до свого колишнього протеже і почав систематично підривати його положення, використовуючи для цього будь-яку можливість. Тим часом, вважаючи, що йому вдасться після Сталінградської катастрофи звалити Ґерінґа, коли той обіцяв Гітлеру організувати постачання оточеній в Сталінграді угруповання по повітрю і повністю провалив цю операцію, Мільх пішов ва-банк, відкрито запропонувавши фюреру змістити рейхсмаршала. Але цей демарш Мільха закінчився невдачею. Гітлер, який раніше симпатизував Мільху, вже почав втрачати до нього довіру.
З весни 1943 року контроль над авіаційною промисловістю поступово почав переходити в руки нового фаворита Гітлера — міністра військової промисловості А. Шпеєра. Після невдачі з проектом створення реактивного винищувача-бомбардувальника «Messerschmitt Me 262» Гітлер позбавив Мільха всіх повноважень у сфері авіапромисловості, яка повністю перейшла в підпорядкування Шпеєра (травень 1944 року). Після цього від Мільха очікували відставки, але він і не думав цього робити, сподіваючись виграти час. 20 червня 1944 Ґерінґ публічно зажадав від Мільха подати у відставку з поста статс-секретаря міністерства авіації. Наступного дня Мільх був звільнений. Потім було його звільнення з посади начальника озброєнь Люфтваффе. Він зберіг за собою лише посаду генерал-інспектора ВВС, але без реальної влади.
1 жовтня 1944 під час однієї з інспекційних поїздок Мільх потрапив в автокатастрофу, отримав важкі травми і надовго вибув з ладу. 8 січня 1945 він був звільнений з поста генерал-інспектора люфтваффе і переведений в резерв ОКВ. Ніякого призначення більше до самого кінця війни Мільх не отримав.

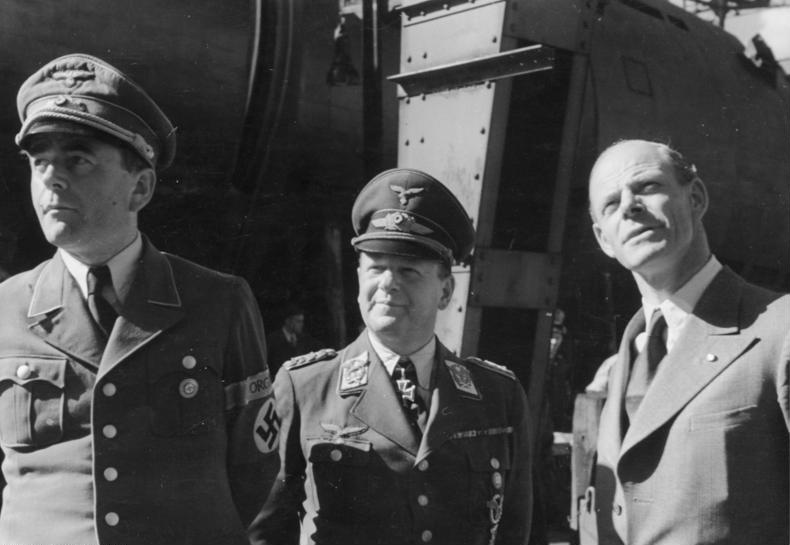
Е.Мільх з В. Мессершміттом та А. Шпеєром (ліворуч)

4 травня 1945 року в замку Зіхерхаген (поблизу Нойштадт) був арештований англійськими військами. Виступав як свідок на Нюрнберзькому міжнародному військовому трибуналі, де союзники судили головних військових злочинців. У своїх свідченнях намагався захищати Ґерінґа. Як військовополонений утримувався в ув'язненні в колишньому концтаборі Дахау.
У грудні 1946 року постав перед американським військовим трибуналом в Нюрнберзі, який засудив його до довічного тюремного ув'язнення (березень 1947 року). Але вже в 1951 році термін йому скоротили до 15 років, а в 1955 році він був звільнений. Жив у Дюссельдорфі, працював консультантом з питань авіації в фірмах «Фіат» і «Тіссен».

## Роль Ергарда Мільха в історії
Ергард Мільх отримав одним з перших в Третьому рейху звання генерал-фельдмаршала німецьких ВПС, коли йому було 48 років. На відміну від інших гітлерівських фельдмаршалів, він не служив у рейхсвері, а перейшов на службу в Люфтваффе з цивільної авіації, де займав одну з ключових адміністративних посад. Проте завдяки заступництву Ґерінґа Мільх відразу ж зайняв друге за значенням пост в поки ще «секретних» люфтваффе, а в подальшому відіграв велику роль в їх створенні як виду збройних сил (вермахту) та розвитку.
Як і більшість колишніх льотчиків кайзерівської авіації, він без вагань поставив себе на службу Вітчизні, яка взяла курс на відтворення німецьких ВПС. Кар'єрі Мільха в люфтваффе не завадило навіть його «неарійські» походження. Вона була в своєму роді унікальною — всього за якихось 7 років Мільх з колишнього капітана запасу перетворився на генерал-фельдмаршала німецьких ВПС, фактичного керівника одного з найважливіших міністерств нацистської Німеччини. Як воєначальник він проявив себе лише двічі-в коротких кампаніях на Півночі Європи навесні 1940 року і у Франції в травні — червні того ж року, коли очолював 5-й повітряний флот. Зі своїми обов'язками на цій посаді впорався в цілому непогано. Однак це був лише невеликий фрагмент у його діяльності на службі Третього рейху. Основною ж сферою діяльності Мільха були будівництво люфтваффе і керівництво авіаційної промисловістю Третього рейху. Якщо з першою проблемою, особливо в довоєнні роки, він впорався успішно, то з другої, незважаючи на величезні повноваження, які йому були надані, зазнав невдачі, не виправдавши покладених на нього надій.
Мільх відрізнявся непомірним честолюбством. Щоб задовольнити свої кар'єристські амбіції та жагу влади, він йшов до наміченої мети, не рахуючись ні з чим. Звичайним методом, за допомогою якого Мільх усував зі свого шляху суперників і конкурентів, були інтриги. У цій справі він досяг великої досконалості. Але успіхи на ниві інтриганства врешті-решт настільки запаморочили йому голову, що він втратив почуття міри. Вирішивши застосувати випробуваний спосіб проти свого давнього патрона і начальника Ґерінґа, щоб зайняти його місце, Мільх переоцінив свої сили і можливості — і зазнав повного фіаско, що коштувало йому кар'єри.
Мільх володів неабиякими організаторськими здібностями. Це був енергійний, вимогливий і вольовий керівник, не боявся брати на себе відповідальність за прийняття важливих рішень і відрізнявся рішучістю при їх проведенні в життя. Але в той же час це був і дуже егоїстична людина. На першому місці у нього завжди стояли власне «Я» і особиста вигода, і заради її досягнення він був здатний на все. Приклад з Ґерінґом, якому він був зобов'язаний всім, чого досяг, наочне тому підтвердження.

## Нагороди генерал-фельдмаршала Ергарда Мільха
- Подяка в урядовій газеті Штральзунда за порятунок чужого життя (10 грудня 1908)

Перша світова війна
- Залізний Хрест 2-го класу (4 жовтня 1914)
- Залізний Хрест 1-го класу (19 жовтня 1915)
- Нагрудний знак військового пілота (Пруссія)
- Нагрудний знак пілота-спостерігача (Пруссія) (23 червня 1916)

Міжвоєнний період
- Пам'ятний знак пілота (Пруссія) (1919)
- Великий офіцер ордена Святих Маврикія та Лазаря  (Італія) (квітень 1933)
- Великий офіцер ордена «За громадянські заслуги» (31 травня 1933) (Болгарія)
- Великий Хрест ордена Фенікса з мечами (травень 1934) (Греція)
- Почесний знак Німецького Червоного Хреста, зірка (27 липня 1934)
- Почесний хрест ветерана війни з мечами (15 грудня 1934)
- Комбінований Знак Пілот-Спостерігач (30 березня 1935)
- Орден «За військові заслуги» (Болгарія) I ступеня з мечами (27 травня 1935) (Болгарія)
- Командор ордена Білої троянди (6 червня 1935) (Фінляндія)
- Орден Святого Савви (Югославія) I ступеня (30 червня 1935) (Югославія)
- Великий Хрест ордена дому Саксен-Ернестіне (15 серпня 1935)
- Великий Хрест ордена Заслуг (жовтень 1935) (Угорщина)
- Комбінований Знак Пілот-Спостерігач в золоті з діамантами (11 листопада 1935)
- Німецький Олімпійський знак 1-го класу (16 серпня 1936)
- Медаль «За вислугу років у Вермахті» 4-го, 3-го, 2-го і 1-го класу (25 років) (2 жовтня 1936) — отримав 4 медалі одночасно.
- Золотий партійний знак НСДАП (30 січня 1937)
- Орден Заслуг (Чилі), великий офіцерський хрест (3 березня 1937) (Чилі)
- Великий Хрест з бантом ордена Корони Італії (вересень 1935) (Італія)
- Нагрудний знак пілота (Франція) (29 вересня 1937)
- Орден Священного скарбу I ступеня (грудень 1937) (Японська імперія)
- Орден Югославської Корони I ступеня (січень 1938)
- Почесний знак протиповітряної оборони 2-го і 1-го ступеня (20 квітня 1938) — отримав 2 нагороди одночасно.
- Нагрудний знак пілота (Югославія) (червень 1938)
- Орден Нефриту 1-го класу (Китай) (червень 1938)
- Медаль «У пам’ять 13 березня 1938 року»
- Колоніальний орден Зірки Італії, великий хрест із зіркою (20 лютого 1939)
- Медаль «У пам'ять 1 жовтня 1938» з планкою із зображенням Празького граду

Друга світова війна
- Медаль «У пам’ять 22 березня 1939 року» (19 вересня 1939)
- Застібка до Залізного хреста 2-го класу (24 вересня 1939)
- Застібка до Залізного хреста 1-го класу (30 вересня 1939)
- Орден Леопольда II, великий хрест (Бельгія; 18 грудня 1939)
- Лицарський хрест Залізного хреста (4 травня 1940)
- Орден Меча, великий хрест (Швеція) (6 серпня 1940)
- Орден «Доблесний авіатор», командорський хрест (Румунія) (6 липня 1941)
- Орден Білої Троянди (Фінляндія), великий хрест (30 березня 1942)
- Знак льотного складу Люфтваффе